# Piramida w Calakmul

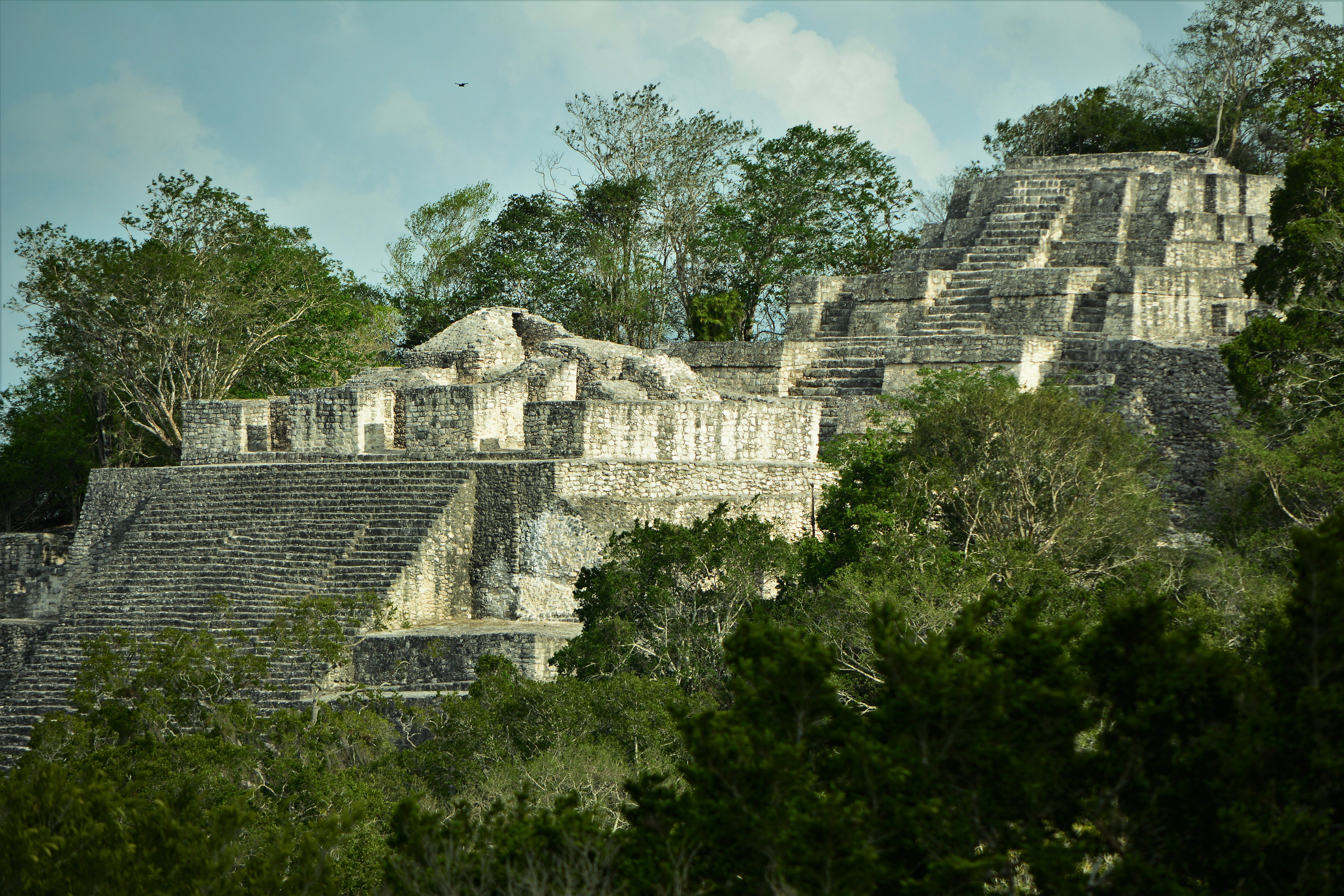
Piramida w Calakmul

Piramida w Calakmul  lub Structure II (hiszp. Estructura II) – masywna majańska piramida położona w Calakmul w Meksyku. Budowla znajduje się w południowej części miasta. Przed nią rozciąga się centralny plac, a na prawo od niej leży 50-metrowa piramida, tzw. Struktura I. 
Podobnie jak w przypadku wielu innych mezoamerykańskich budowli, piramida była powiększana poprzez nadbudowywanie na nią kolejnych struktur w celu zwiększenia jej masy. Jej podstawa mierzy ok. 125 × 140 m, a wysokość 45 metrów, co czyni ją jedną z największych majańskich piramid. 
Rdzeń stanowiła trójdzielna piramida, tzw. Struktura 2A datowana na późny okres preklasyczny, przy czym obiekt ten nadal stanowi najwyższy punkt całej konstrukcji.
Na początku okresu klasycznego dobudowano masywne przedłużenie z przodu piramidy, przykrywając wcześniejszy budynek. Na nim wzniesiono trzy nowe świątynie (Struktury 2B, 2C i 2D). Centralną świątynią była 2B, z kolei 2C znajdowała się po wschodniej stronie, a 2D po zachodniej. Do każdej z nich prowadziły oddzielne schody, pomiędzy którymi znajdowały się duże kamienne maski. W VIII wieku n.e. Struktura 2B została nadbudowana dużą piramidą, a jej schodkową fasadę zakryły ogromne maski. Później wzniesiono na niej kolejną fasadę, ale prawdopodobnie nie została ona ukończona.
Wzdłuż podstawy piramidy wybudowano kilka budynków, w których umieszczono stele.
W późnym okresie klasycznym, na szczycie piramidy zbudowano pałac składający się z dziewięciu pomieszczeń zdobionych stiukowymi, barwnymi płaskorzeźbami. Zostały one rozmieszczone w trzech grupach, po trzy pomieszczenia w każdej. Cały pałac mierzył 19 × 12 metrów. Dwa przednie rzędy pomieszczeń służyły do przygotowywania posiłków, a w pozostałych była m.in. łaźnia, ołtarz i grobowce. W jednym z pochówków znajdowały się szczątki mężczyzny owinięte tkaninami i skórami jaguara. Grobowiec zawierał również bogate dary, w tym jadeitową maskę i ozdoby do uszu, koraliki z muszli i kości, muszle ostryg, obsydianowe ostrza, ceramikę oraz pozostałości drewnianych przedmiotów. Wśród ceramiki był talerz z hieroglificznym tekstem, który wymieniał króla Yuknooma Yich'aaka K'aka jako jego właściciela. Dlatego też przypuszcza się, że grobowiec należał do niego.